# Jennifer Simpson
Jennifer Simpson (Webster City (Iowa), Estados Unidos, 23 de agosto de 1986) es una atleta estadounidense, una de las mejores en 1500 metros en la década de 2010, ya que ha conseguido ser en una ocasión campeona del mundo y dos veces subcampeona del mundo.

## Carrera deportiva
Su mayor triunfo fue conseguir la medalla de oro en 1500 metros en el Mundial de Daegu 2011, quedando por delante de la británica Hannah England (plata) y la española Natalia Rodríguez (bronce).